# Escuela de Suboficiales de la Fuerza Aérea Córdoba
La Escuela de Suboficiales de la Fuerza Aérea Córdoba (ESFAC) es un instituto de formación de suboficiales de la Fuerza Aérea Argentina, siendo una de las academias de esta Fuerza junto con la Escuela de Aviación Militar (EAM) y la Escuela de Suboficiales de la Fuerza Aérea Ezeiza (ESFAE).

## Historia
El 11 de febrero de 1944 se creó la «Escuela de Especialidades de Aeronáutica», dependiente del Comando en Jefe de la Aeronáutica. Al año siguiente, el Gobierno inauguró el edificio, localizado en Córdoba y, el 1 de junio del mismo año, iniciaron las cursos.
En 1950, el instituto adoptó el nombre «Escuela de Mecánica de Aeronáutica». En 1953, se fusionó con la Escuela de Especialidades de Aeronáutica, formándose la Escuela de Suboficiales de Aeronáutica.
En 2023 una vez más la ESFA cambió de denominación por Escuela de Suboficiales de la Fuerza Aérea Córdoba (ESFAC), reflejando simultáneamente el cambio del Instituto de Formación Ezeiza por Escuela de Suboficiales de la Fuerza Aérea Ezeiza (ESFAE).